# Franc Miklošič

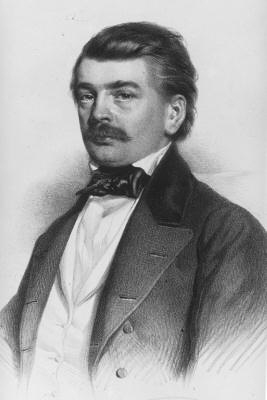
Franc Miklošič

Franc Miklošič (cunoscut în germană ca Franz von Miklosich) (n. 20 noiembrie 1813, Radomerščak, Ljutomer, Slovenia – d. 7 martie 1891, Viena, Austro-Ungaria) a fost un filolog sloven.

## Biografie
Miklošič s-a născut în mica comună Radomerščak, din apropierea orăsului Ljutomer, parte, pe atunci, din Imperiul Austriac.
A absolvit cu titlul de doctor în filosofie Universitatea din Graz, unde a și lucrat, mai târziu pentru o vreme, ca profesor de filosofie. În anul 1838 s-a mutat la Universitatea din Viena, acolo unde a absolvit cu titlul de doctor în drept. În timpul studiilor, a fost influențat de opera filologului și lingvistului sloven Jernej Kopitar. A abandonat dreptul, pentru ca pentru marea parte din restul vieții sale să și-o dedice studiului limbilor slave.
În 1840, Miklošič a fost numit la catedra nou-creată de filologie slavă a Universității din Viena, pe care a ocupat-o până în anul 1886. A devenit membru al Academiei din Viena, care, de altfel, l-a desemnat secretar al secției istorice și filosofice, membru al consiliului de instruire publică și a senatului și membru corespondent al Academiei franceze de Inscripții și arte frumoase (Académie des Inscriptions et Belles-Lettres).
Prin numeroasele sale lucrări nu s-a limitat doar la limbile slave, ci a abordat și limbile română (și dialectul aromân), albaneză, greacă și romani.

## Selecție bibliografic
- Lexicon linguae slovenicae veteris dialecti, 1850 (1862-65 als Lexicon Palaeoslovenico-graeco-latinum)
- Vergleichende Grammatik der slavischen Sprachen, 4 Bde., 1852–75
- Vergleichende Formenlehre der slavischen Sprachen, 582 p., 1856
- Monumenta Serbica Spectantia Historiam Serbiae, Bosniae, Ragusii, 1858 (Hg.)
- Die Bildung der slavischen Personennamen, 1860
- Etymologisches Wörterbuch der slavischen Sprachen, 1886
- Über die Mundarten und Wanderungen der Zigeuner Europas, 12 Tle., 1872-80.